# أدريان بونجيوفاني
أدريان بونجيوفاني هو لاعب كرة قدم بلجيكي في مركز الوسط، ولد في 20 سبتمبر 1999 في سيراين في بلجيكا. لعب مع سيركل بروج.

## وصلات خارجية
- أدريان بونجيوفاني على موقع الاتحاد الأوربي (الإنجليزية)
- أدريان بونجيوفاني على موقع قاعدة بيانات كرة القدم.إي يو (الإنجليزية)
- أدريان بونجيوفاني على موقع Soccerbase.com (لاعب) (الإنجليزية)
- أدريان بونجيوفاني على موقع Soccerway.com (الإنجليزية)
- أدريان بونجيوفاني على موقع عالم كرة القدم.نت (الإنجليزية)